# Американска червена катерица
Американската червена катерица (Tamiasciurus hudsonicus) е вид дребен гризач от семейство Катерицови (Sciuridae), разпространен в Северна Америка. Научното наименование на вида „hudsonicus“ идва от Хъдсънов залив – мястото, където за пръв път е наблюдаван видът.

## Разпространение
Разпространена е в обширен район на Северна Америка от Аляска до Лабрадор на север в големи райони на Канада. На юг в САЩ се среща по протежение на Скалистите планини и в североизточните щати в район концентриран около Големите езера.

## Местообитания
Американските червени катерици обитават район на северни иглолистни гори на тайгата. Срещат се и в смесени и широколистни гори. Водят изцяло дървесен начин на живот и обитават надморска височина до 762 m. Видът се среща и в предградията и населените места в случаите, когато предпочитаната от тях дървесна растителност е налична около домовете на хората.

## Описание
Дължината на тялото варира от 28 до 35 cm, на опашката е 9,5—15 cm. Окраската на космената покривка е много изменчива. В различните части на ареала окраската на тялото може да варира в широки граници. Тя също е различна и при зимната и лятната козина. През лятото от двете страни на тялото се наблюдава тъмна линия, която разделя светлата (бяла или кремава) окраска на корема от тъмната по гърба.

## Начин на живот и хранене
Американските червени катерици са предимно дневни, но от време на време проявяват и нощна активност. През пролетта и лятото те са най-активни в сутрин и следобед, но тъй като обитават северни райони стават много активни през целия ден в подготовка за недостига на храни, свързан с настъпването на зимата. През зимата, катериците са активни около обяд с цел да се възползват от по-високите температури. Неблагоприятните климатични условия може да доведат до намалена активност, но въпреки това ежедневно излизат от гнездата си дори и да не търсят храна.
Катериците са териториални и активно защитават територията си, която варира в рамките на 2400 – 48000 квадратни метра. Притежават силно развити обоняние, зрение и слух. Общуват както със звуци, така и с миризмите, които оставят при маркирането на територията си.
Червени катерици са предимно зърноядни, но те могат да бъдат и опортюнисти в отсъствието на предпочитаните от тях храни. Основните елементи в диетата им се различават с местообитанията и включват семена на иглолистни дървета и други дървесни видове. Консумират голямо разнообразие от гъби. Вторични хранителни елементи са дървесни пъпки, цветове, месести плодове, дървесни сокове, кори, насекоми, птичи яйца.

## Размножаване
Периодите на чифтосване при вида са един или два пъти годишно. Обикновено това е в началото на пролетта от март до май и след това отново през август до началото на септември. Вторият период на обикновено е характерен за тези обитаващи по-топли райони от ареала. Чифтосването най-често се случва на земята или в по-ниските клони на дърветата. Бременността продължава около 35 дни. Новородените са със средно тегло от 7,08 грама. Раждат се от 1 до 8 малки, но обикновено са 4. Раждат се голи като пълното окосмяване се развива до 40 ден.

## Подвидове
- T. h. hudsonicus
- T. h. abieticola
- T. h. baileyi
- T. h. dakotensis
- T. h. dixiensis
- T. h. fremonti
- T. h. grahamensis
- T. h. gymnicus
- T. h. kenaiensis
- T. h. lanuginosus
- T. h. laurentianus
- T. h. loquax
- T. h. lychnuchus
- T. h. minnesota
- T. h. mogollonensis
- T. h. pallescens
- T. h. petulans
- T. h. picatus
- T. h. preblei
- T. h. regalis
- T. h. richardsoni
- T. h. streatori
- T. h. ungavensis
- T. h. ventorum